# Condensador polimérico

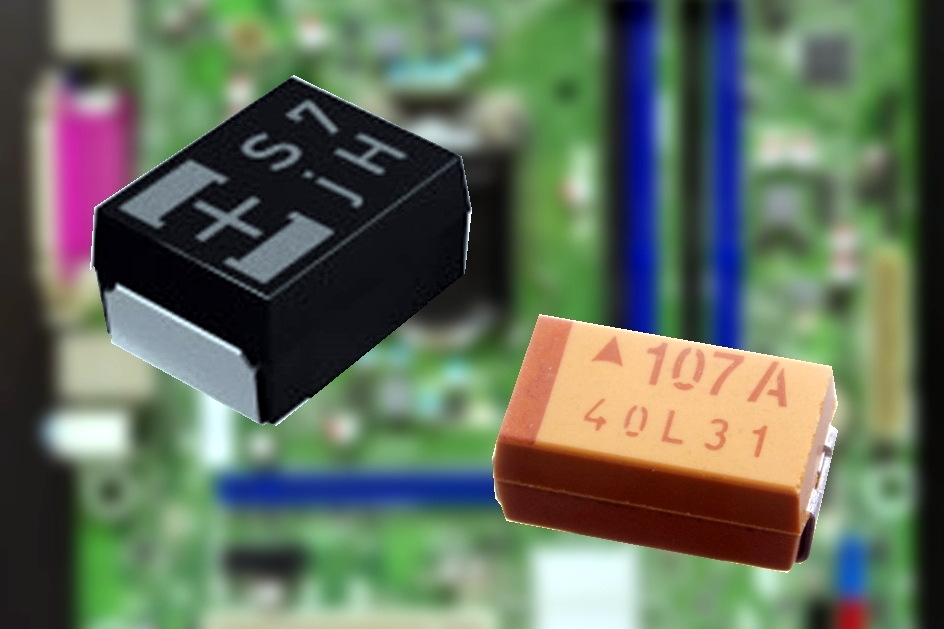
Condensadores electrolíticos de polímero de aluminio (negro) y tantalio (marrón) de forma rectangular.

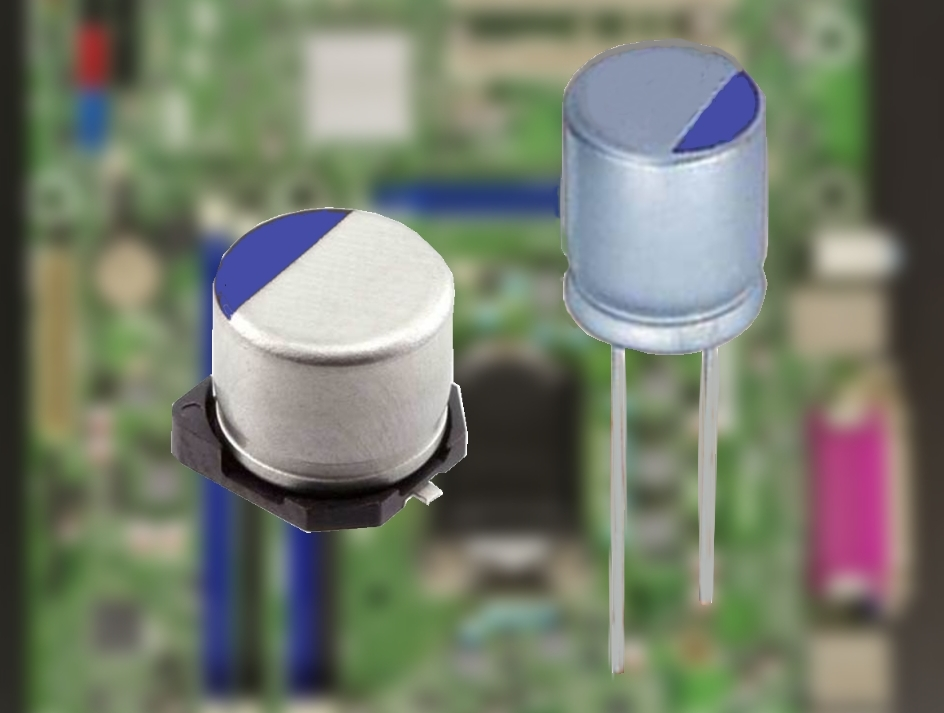
Condensadores electrolíticos de polímero de aluminio cilíndricos (bobinados)

Un condensador polimérico, o más exactamente un condensador electrolítico polimérico, es un condensador electrolítico (e-cap) con un electrolito polimérico conductor sólido. Existen cuatro tipos diferentes:
- Condensador electrolítico de tántalo polimérico (Polymer Ta-e-cap)
- Condensador electrolítico de aluminio polimérico (Polymer Al-e-cap)
- Condensador de polímero híbrido (Hybrid polymer Al-e-cap)
- Condensadores electrolíticos de polímero de niobio

Los Ta-e-caps de polímero están disponibles en forma de chip rectangular de montaje superficial (SMD, por sus siglas en inglés). Las cápsulas de polímero Al y las cápsulas de polímero híbrido Al están disponibles en forma de chip SMD rectangular, en forma de chip SMD cilíndrico (V-chips) o en versiones con cable radial (single-ended).
Los condensadores electrolíticos de polímero se caracterizan por unas resistencias en serie equivalentes (ESR) internas especialmente bajas y unos valores de corriente de rizado elevados. Sus parámetros eléctricos tienen una dependencia de la temperatura, fiabilidad y vida útil similares a los de los condensadores de tántalo sólido, pero tienen una dependencia de la temperatura mucho mejor y una vida útil considerablemente más larga que los condensadores electrolíticos de aluminio con electrolitos no sólidos. En general, los e-caps de polímero tienen una corriente de fuga nominal superior a la de los demás condensadores electrolíticos sólidos o no sólidos.
Los condensadores electrolíticos de polímero también están disponibles en construcción híbrida. Los condensadores electrolíticos de polímero de aluminio híbridos combinan un electrolito de polímero sólido con un electrolito líquido. Estos tipos se caracterizan por valores de ESR bajos, pero tienen corrientes de fuga bajas y son insensibles a los transitorios,sin embargo, tienen una vida útil dependiente de la temperatura similar a los e-caps no sólidos.
Los condensadores electrolíticos de polímero se utilizan principalmente en fuentes de alimentación de circuitos electrónicos integrados como condensadores tampón, de derivación y de desacoplamiento, especialmente en dispositivos con diseño plano o compacto. De este modo, compiten con los condensadores MLCC, pero ofrecen valores de capacitancia superiores a los MLCC y no muestran ningún efecto microfónico (como los condensadores cerámicos de clase 2 y 3).

## Historia
Los condensadores electrolíticos de aluminio (Al-e-caps) con electrolitos líquidos fueron inventados en 1896 por Charles Pollak.[cita requerida] El aislamiento total del aluminio fue conseguido en 1827 por Friedrich Wöhler.
Los condensadores electrolíticos de tantalio con electrolitos sólidos de dióxido de manganeso (MnO2) fueron inventados por los Laboratorios Bell a principios de la década de 1950, como condensador de soporte de baja tensión miniaturizado y más fiable para complementar el transistor recién inventado,(véase: Condensador de tántalo). Los primeros Ta-e-caps con electrolitos de MnO2 tenían una conductividad 10 veces mejor y una mayor carga de corriente de rizado que los tipos anteriores Al-e-caps con electrolito líquido. Además, a diferencia de los condensadores Al-e estándar, la resistencia en serie equivalente (ESR) de los condensadores Ta-caps es estable a temperaturas variables.

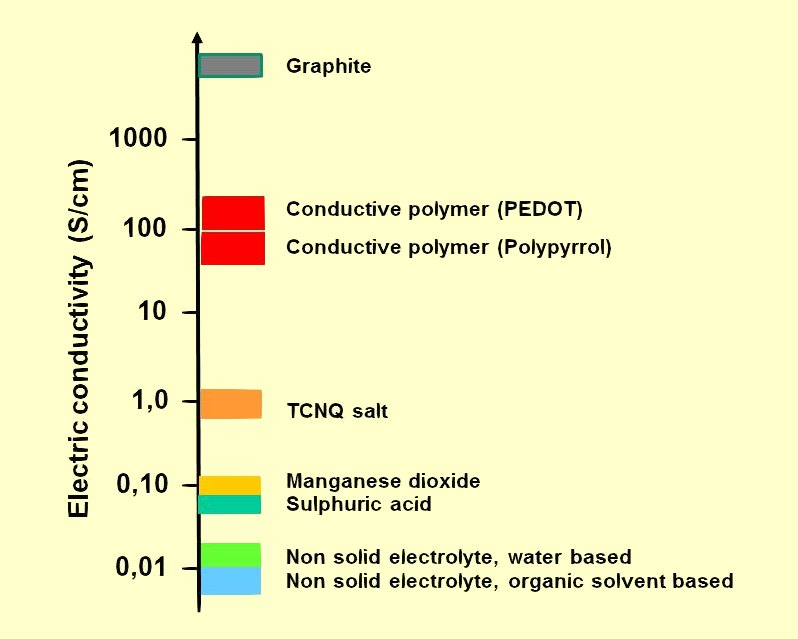
Conductividades de algunos electrolitos

En la década de 1970, la creciente digitalización de los circuitos electrónicos trajo consigo una disminución de las tensiones de funcionamiento y un aumento de las frecuencias de conmutación y de las cargas de corriente de rizado. Esto tuvo consecuencias para las fuentes de alimentación y sus condensadores electrolíticos. Se necesitaban condensadores con una ESR más baja y una inductancia en serie equivalente (ESL) más baja para los condensadores de derivación y desacoplamiento utilizados en las líneas de alimentación.
En 1973, A. Heeger y F. Wudldescubrieron un conductor orgánico, la sal de transferencia de carga TCNQ. TCNQ (7,7,8,8-tetracianoquinodimetano o N-n-butil isoquinolinio en combinación con TTF (Tetratiafulvaleno)) es una molécula en cadena de estructura unidimensional casi perfecta que tiene una conductividad 10 veces mejor a lo largo de las cadenas que el MnO2, y tiene una conductividad 100 veces mejor que los electrolitos no sólidos.
Los primeros condensadores de Al que utilizaron la sal de transferencia de carga TTF-TCNQ como electrolito orgánico sólido fueron los de la serie OS-CON de Sanyo en 1983. Se trataba de condensadores cilíndricos bobinados con una conductividad del electrolito 10 veces mayor que la del MnO2.
Estos condensadores se utilizaban en dispositivos para aplicaciones que requerían la ESR más baja posible o la corriente de rizado más alta posible. Un e-cap OS-CON podía sustituir a tres e-caps "húmedos" más voluminosos o a dos Ta-caps.En 1995, el Sanyo OS-CON se convirtió en el condensador de desacoplamiento preferido para los ordenadores personales IBM basados en el procesador Pentium. La línea de productos Sanyo OS-CON e-cap fue vendida en 2010 a Panasonic. Panasonic sustituyó entonces la sal TCNQ por un polímero conductor bajo la misma marca.

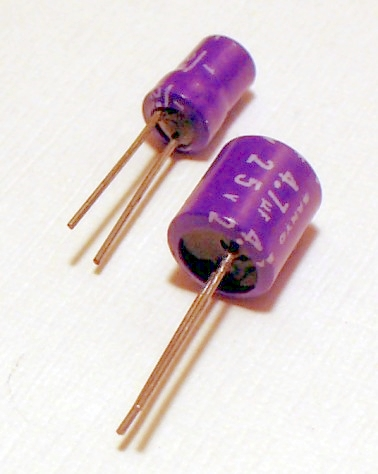
Los condensadores OS-CON con electrolito TCNQ sólido tenían una típica funda aislante lila

El siguiente paso en la reducción de la ESR fue el desarrollo de polímeros conductores por Alan J. Heeger, Alan MacDiarmid y Hideki Shirakawa en 1975. La conductividad de polímeros conductores como el polipirrol (PPy) o el PEDOTes mejor que la del TCNQ en un factor de 100 a 500, y cercana a la conductividad de los metales.
En 1988, el fabricante japonés Nitsuko lanzó el primer e-cap de electrolito polimérico, "APYCAP", con electrolito polimérico de PPy. El producto no tuvo éxito, en parte porque no estaba disponible en versiones SMD.
En 1991 Panasonic lanzó su serie de condensadores de polímero Al-e-cap "SP-Cap", Estos e-caps utilizaban electrolito de polímero PPy y alcanzaban valores de ESR directamente comparables a los condensadores multicapa cerámicos (MLCC). Seguían siendo menos caros que los condensadores de tántalo y con su diseño plano, útil en dispositivos compactos como ordenadores portátiles y teléfonos móviles, competían también con los condensadores de chip de tántalo.
Los condensadores electrolíticos de tántalo con cátodo electrolítico de polímero PPy siguieron tres años más tarde. En 1993, NEC presentó sus Ta-e-caps de polímero SMD denominados "NeoCap". En 1997, Sanyo le siguió con los chips de polímero de tántalo "POSCAP".
Kemet presentó un nuevo polímero conductor para condensadores de polímero de tántalo en la conferencia "1999 Carts". Este condensador utilizaba el polímero conductor orgánico PEDT (Poli(3,4-etilendioxitiofeno)), también conocido como PEDOT (nombre comercial Baytron®).
Dos años más tarde, en la Conferencia APEC de 2001, Kemet introdujo en el mercado los e-caps de aluminio de polímero PEDOT. El polímero PEDOT tiene una mayor estabilidad a la temperatura y, como solución PEDOT:PSS, este electrolito sólo podía introducirse por inmersión en lugar de por polimerización in situ como en el caso del PPy, lo que hace que la producción sea más rápida y barata. Su serie AO-Cap incluía condensadores SMD con ánodo apilado en tamaño "D" con alturas de 1,0 a 4,0 mm, en competencia con los SP-Caps de Panasonic que utilizaban PPy en aquel momento.
Alrededor del cambio de milenio se desarrollaron los condensadores de polímero híbridos, que tienen además del electrolito de polímero sólido un electrolito líquido que conecta las capas de polímero que cubren la capa dieléctrica en el ánodo y la lámina del cátodo.El electrolito no sólido proporciona oxígeno con fines de autocuración para reducir la corriente de fuga. En 2001, NIC lanzó un e-cap de polímero híbrido para sustituir a un tipo de polímero a menor precio y con menor corriente de fuga. A partir de 2016, múltiples fabricantes ofrecen condensadores de polímero híbrido.

## Aplicaciones

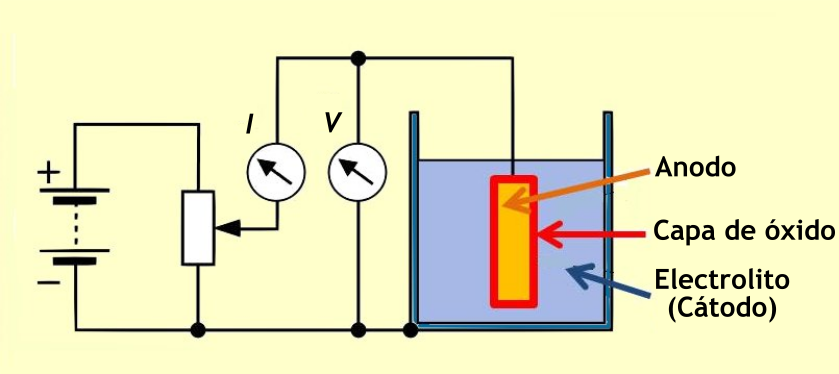
Principio básico de la oxidación anódica (conformación), en la que, aplicando una tensión con una fuente de corriente, se forma una capa de óxido sobre un ánodo metálico.

La aplicación predominante de todos los condensadores electrolíticos es en fuentes de alimentación. Se utilizan en condensadores de suavizado de entrada y salida, como condensadores de desacoplamiento para hacer circular la corriente armónica en un bucle corto, como condensadores de derivación para derivar el ruido de CA a tierra sin pasar por las líneas de alimentación, como condensadores de reserva para mitigar la caída de la tensión de línea durante una demanda de potencia repentina o como condensador de filtro en un filtro de paso bajo para reducir los ruidos de conmutación.  En estas aplicaciones, además del tamaño, la capacitancia, la impedancia Z, la ESR y la inductancia ESL son características eléctricas importantes para la funcionalidad de estos condensadores en los circuitos.
Los condensadores electrolíticos utilizan una característica química de algunos metales especiales, antes llamados "metales de válvula", que por oxidación anódica forman una capa de óxido aislante. Aplicando una tensión positiva al material anódico (+) en un baño electrolítico se puede formar una capa de barrera de óxido con un espesor correspondiente a la tensión aplicada. Esta capa de óxido actúa como dieléctrico en un e-cap. Para aumentar la capacitancia del condensador, la superficie del ánodo se hace más rugosa, por lo que la superficie de la capa de óxido también se hace más rugosa. Para completar un condensador, un contraelectrodo debe coincidir con la superficie rugosa del óxido aislante. Esto lo consigue el electrolito, que actúa como electrodo catódico (-) de un condensador electrolítico. La principal diferencia entre los condensadores poliméricos es el material del ánodo y su óxido utilizado como dieléctrico:
- Los condensadores electrolíticos de tántalo polimérico utilizan polvo de tántalo sinterizado de alta pureza como ánodo con pentóxido de tántalo (Ta2O5) como dieléctrico y
- Los condensadores electrolíticos de aluminio polimérico utilizan una lámina de aluminio de alta pureza y electroquímicamente grabada (rugosa) como ánodo con óxido de aluminio (Al2O3) como dieléctrico.

## Tipos y estilos
En función del metal del ánodo utilizado y de la combinación de un electrolito polimérico junto con un electrolito líquido, existen tres tipos diferentes:
- Condensador electrolítico de tántalo polimérico
- Condensador electrolítico de polímero de aluminio
- Condensador electrolítico de aluminio polimérico híbrido

Estos tres tipos o familias diferentes, se producen en dos estilos diferentes,
- Chip SMD rectangular, normalmente moldeado con una carcasa de plástico, disponible con ánodo de tántalo sinterizado o con láminas de ánodo de aluminio apiladas y
- Estilo cilíndrico con una célula enrollada en una carcasa metálica, disponible como estilo SMD cilíndrico (V-chips) o como versiones con plomo radial (single-ended).

Estilos de condensadores electrolíticos de polímero
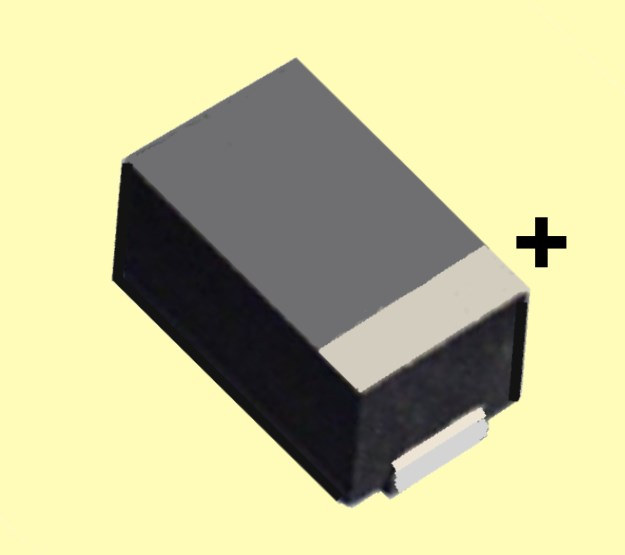
Los chips SMD rectangulares están disponibles con ánodo de tántalo sinterizado o con láminas de ánodo de aluminio apiladas
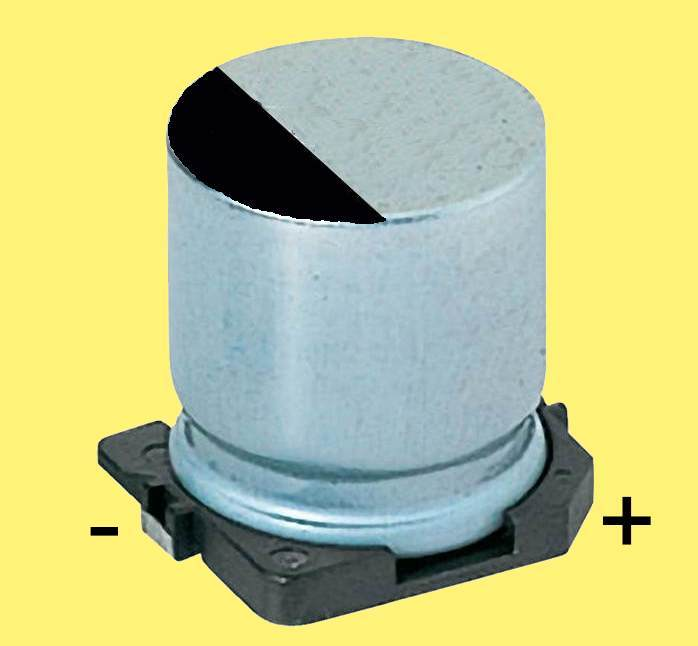
Los modelos cilíndricos con célula enrollada en una carcasa metálica están disponibles como SMD (V-chips) o como versiones con cable radial (single-ended) para condensadores de polímero o híbridos de polímero-aluminio.